# Chironomus whitseli
Chironomus whitseli är en tvåvingeart som beskrevs av James E. Sublette 1974. Chironomus whitseli ingår i släktet Chironomus och familjen fjädermyggor. Inga underarter finns listade i Catalogue of Life.